# 民主與獨裁指數
民主與獨裁指數，或稱DD資料集或DD数据，一種政治學上用來分類民主程度與政體的量化指數。根據政治學者亞當·普熱沃爾斯基（Adam Przeworski）等人於2000年發表的論文，經由柴巴布、甘地、弗里兰所整理推广，是一種二分法民主程度測量编码方法。
將政體先以二元「民主－獨裁分類」（DD Classification）劃分，再各別分成共六類的分類法機制，是柴巴布等人基於1996年Alvarez的政體分類、並以2000年普热沃尔斯基發展的民主與發展指數（亦稱ACLP資料集），所進一步整理並發表於2010年的《公共選擇期刊》，柴巴布等人將此資料集和該論文一併稱為DD資料集:68。
該產生的資料集包含199個國家民主水平的年度資訊，涵蓋自1946年1月1日至2008年12月31日的時間系列集:68。右列兩圖呈現該資料集的1988年及2008年度資料。

## 体制类型的划分标准
DD資料集將世界各國粗分成民主及獨裁政體兩大類型，再將民主的再細分成：議會制民主、混合型（半總統制）民主、總統制民主，獨裁的再細分成：文官独裁、軍事獨裁、君主獨裁。
| 政體                 | 類型                                        | 代碼 |
| -------------------- | ------------------------------------------- | ---- |
| 民主（Democracy）    | 議會制民主（Parliamentary Democracy）       | 0    |
| 民主（Democracy）    | 半總統制民主（Semi-Presidential Democracy） | 1    |
| 民主（Democracy）    | 總統制民主（Presidential Democracy）        | 2    |
| 獨裁（Dictatorship） | 文官獨裁（Civilian Dictatorship）           | 3    |
| 獨裁（Dictatorship） | 軍事獨裁（Military Dictatorship）           | 4    |
| 獨裁（Dictatorship） | 君主獨裁（Royal Dictatorship）              | 5    |

此分類被描述為極簡主義的定義分類法，以是否具有競爭的選舉作為划分标准。普热沃尔斯基以訴諸约瑟夫·熊彼特及卡尔·波普尔的民主概念，為此極簡主義分類法進行學理上的辯護：熊彼特認為民主僅是個由具競爭性的選舉選出領導人的系統，而波普尔認為民主是唯一公民可以以不流血的方式換掉政府的系統。
政治科學在民主的定義分類上，和極簡主義取徑不同的是廣泛取徑（extensive）如主張納入公民自由的 L. Diamond et al. (1990)及其他更多考量因素的Munck and
Verkuilen (2002), Gerring et al. (2009)等所提出的論點。

### 民主政體劃分的四要件
要滿足以下四要件，DD資料分類法才會將一政體歸類為民主政體：:69
1. 政府行政首長必須由民選或本身是民選的機構選舉產生。
2. 立法機關必須是民選。
3. 在選舉中必須有超過單一政黨競爭。
4. 權力交替必須發生一次，而此權力交替事件所根據的選舉規則得和原任執政者取得權力相同。

部分國家雖然有民選首長、民選立法機關及超過單一政黨的選爭選舉（符合述述前三要件），但由於尚未發生權力交替（如政黨輪替），所以就無法被劃分為民主政體。此研究難點在於需要歷史上得發生過一次權力交替，否則民主政體有可能因尚未發生權力交替而被歸類為獨裁政體。DD資料集因而以type2欄位標出那些滿足前三要件但尚未發生權力交替的國家，這些政體有可能實為民主政體但研究方法侷限誤判為獨裁（因此承擔了type 2假陰性將民主政體判成獨裁政體的風險）。不過，只要在後來發生一次權力交替的事件，研究者即可回推此權力交替的事件依據的選舉規則實際生效的年度，標示「該政權－該年」資料點為民主政體。:69
DD資料集作者承認，第四條規則因要求研究者做出一個假設及一項決定來處理潛在誤判的實作是較複雜的，但這規則不如同其他民主指標仰賴研究分析者的詮釋及心證，使得DD資料集的分類法具有科學的再製性，不受研究分析者主觀判斷影響:70。

## 滿足三要件政體列表
DD資料集作者主張type2的編碼讓其他研究者可以按其研究問題進一步系統化：使用者可以將這些政體分類為民主政體 （如此就要承擔type 1假陽性將獨裁政體判成民主政體的風險）。不過作者強調其二分法分類下，這些type2編碼標出的政體並不是半民主狀態或半獨裁，並以博茨瓦纳作為例子來說明:71。
DD資料集作者有將DD資料集和政體資料集及自由之家的分類資料集做定性定量的比較。以下列出滿足三要件政體列表（type2欄位為1）的DD資料集最晚的年度資料（2008年）及同年度的政體資料集。
| 洲別   | 地理亞區（聯合國定義） | 政治实体名     | Polity IV分數 | Polity IV分類            | DD政體編碼 | DD政體分類 | DD政體編碼 type2 |
| ------ | ---------------------- | -------------- | ------------- | ------------------------ | ---------- | ---------- | ---------------- |
| 亞洲   | 南亞                   | 阿富汗         | -66           | 半民主狀態或虛民主，特殊 | 3          | 獨裁，文官 | 1                |
| 亞洲   | 西亞                   |                | -7            | 獨裁政體                 | 3          | 獨裁，文官 | 1                |
| 非洲   | 西非                   | 布吉納法索     | 0             | 半民主狀態或虛民主       | 4          | 獨裁，軍事 | 1                |
| 非洲   | 南部非洲               |                | 8             | 民主政體                 | 4          | 獨裁，軍事 | 1                |
| 非洲   | 中部非洲               | 中非           | -1            | 半民主狀態或虛民主       | 4          | 獨裁，軍事 | 1                |
| 非洲   | 中部非洲               | 喀麦隆         | -4            | 半民主狀態或虛民主       | 3          | 獨裁，文官 | 1                |
| 非洲   | 中部非洲               | 刚果民主共和国 | 5             | 半民主狀態或虛民主       | 3          | 獨裁，文官 | 1                |
| 非洲   | 中部非洲               | 刚果共和国     | -4            | 半民主狀態或虛民主       | 4          | 獨裁，軍事 | 1                |
| 非洲   | 北非                   | 阿尔及利亚     | 2             | 半民主狀態或虛民主       | 3          | 獨裁，文官 | 1                |
| 非洲   | 北非                   | 埃及           | -3            | 半民主狀態或虛民主       | 4          | 獨裁，軍事 | 1                |
| 非洲   | 東非                   |                | -7            | 獨裁政體                 | 3          | 獨裁，文官 | 1                |
| 非洲   | 東非                   | 衣索比亞       | -3            | 半民主狀態或虛民主       | 3          | 獨裁，文官 | 1                |
| 非洲   | 中部非洲               | 加彭           | -4            | 半民主狀態或虛民主       | 3          | 獨裁，文官 | 1                |
| 非洲   | 西非                   |                | -5            | 半民主狀態或虛民主       | 4          | 獨裁，軍事 | 1                |
| 非洲   | 中部非洲               | 赤道几内亚     | -5            | 半民主狀態或虛民主       | 4          | 獨裁，軍事 | 1                |
| 美洲   | 南美洲                 |                | 6             | 民主政體                 | 3          | 獨裁，文官 | 1                |
| 美洲   | 加勒比地区             | 海地           | 5             | 半民主狀態或虛民主       | 3          | 獨裁，文官 | 1                |
| 亞洲   | 中亞                   |                | -6            | 獨裁政體                 | 3          | 獨裁，文官 | 1                |
| 亞洲   | 東南亞                 | 柬埔寨         | 2             | 半民主狀態或虛民主       | 3          | 獨裁，文官 | 1                |
| 非洲   | 南部非洲               | 賴索托         | 8             | 民主政體                 | 3          | 獨裁，文官 | 1                |
| 歐洲   | 南歐                   | 蒙特內哥羅     | 9             | 民主政體                 | 3          | 獨裁，文官 | 1                |
| 非洲   | 東非                   | 莫桑比克       | 5             | 半民主狀態或虛民主       | 3          | 獨裁，文官 | 1                |
| 亞洲   | 東南亞                 | 马来西亚       | 6             | 民主政體                 | 3          | 獨裁，文官 | 1                |
| 非洲   | 南部非洲               | 纳米比亚       | 6             | 民主政體                 | 3          | 獨裁，文官 | 1                |
| 歐洲   | 東歐                   | 俄羅斯         | 4             | 半民主狀態或虛民主       | 3          | 獨裁，文官 | 1                |
| 非洲   | 東非                   | 卢旺达         | -3            | 半民主狀態或虛民主       | 4          | 獨裁，軍事 | 1                |
| 亞洲   | 東南亞                 | 新加坡         | -2            | 半民主狀態或虛民主       | 4          | 獨裁，軍事 | 1                |
| 非洲   | 東非                   | 塞舌尔         | 不適用        | 不適用                   | 3          | 獨裁，文官 | 1                |
| 非洲   | 中部非洲               |                | -2            | 半民主狀態或虛民主       | 4          | 獨裁，軍事 | 1                |
| 非洲   | 西非                   | 多哥           | -4            | 半民主狀態或虛民主       | 3          | 獨裁，文官 | 1                |
| 亞洲   | 中亞                   |                | -3            | 半民主狀態或虛民主       | 3          | 獨裁，文官 | 1                |
| 大洋洲 | 波利尼西亞             |                | 不適用        | 不適用                   | 5          | 獨裁，皇家 | 1                |
| 非洲   | 北非                   | 突尼西亞       | -4            | 半民主狀態或虛民主       | 4          | 獨裁，軍事 | 1                |
| 非洲   | 東非                   | 坦桑尼亚       | -1            | 半民主狀態或虛民主       | 4          | 獨裁，軍事 | 1                |
| 非洲   | 東非                   | 乌干达         | -1            | 半民主狀態或虛民主       | 3          | 獨裁，文官 | 1                |
| 亞洲   | 中亞                   |                | -9            | 獨裁政體                 | 3          | 獨裁，文官 | 1                |
| 大洋洲 | 波利尼西亞             | 萨摩亚         | 不適用        | 不適用                   | 5          | 獨裁，皇家 | 1                |
| 亞洲   | 西亞                   | 葉門           | -2            | 半民主狀態或虛民主       | 4          | 獨裁，軍事 | 1                |
| 非洲   | 南部非洲               | 南非           | 9             | 民主政體                 | 3          | 獨裁，文官 | 1                |
| 非洲   | 東非                   | 尚比亞         | 7             | 民主政體                 | 3          | 獨裁，文官 | 1                |
| 非洲   | 東非                   | 辛巴威         | -4            | 半民主狀態或虛民主       | 3          | 獨裁，文官 | 1                |

## 與其他資料集的比較
此民主測量成果侷限於199個國家1946年後的發展，而由博伊克斯、米勒，和羅薩托2013年發表的民主程度測量研究及二元分類，則包含1800年至2007年之間，219個國家（共16,308民主的觀察），而政體資料集的2010年版本的1800年至2009年之間，189個國家。
不少關於民主的實證研究以此資料集為研究素材，如斯蒂芬·哈格德 與罗伯特·考夫曼的〈不平等与政权更迭——民主转型与民主制的稳定〉
、马得勇與王正绪所著的〈社会资本、民主发展与政府治理——对69个国家的比较研究*〉等等。
Gugiu＆Centellas使用集群分類法，將五種常用民主指標（含DD資料集、政體資料集、自由之家報告等），做出民主集群分類DCC索引（Democracy Cluster Classification），把30年期間美洲24國和歐洲39國的政體類型進行分類。